# Johann Christoph Clauder
Johann Christoph Clauder était un professeur à l'université de Leipzig. Né en 1701 et décédé en 1779, il est l'auteur du livret de la cantate BWV 215 de Johann Sebastian Bach.